# Alexandru Chișu
Alexandru Chișu (n. 1883, Turda, județul Cluj – d. 1960, Turda, județul Cluj) a fost un deputat în Marea Adunare Națională de la Alba Iulia , organismul legislativ reprezentativ al „tuturor românilor din Transilvania, Banat și Țara Ungurească”, cel care a adoptat hotărârea privind Unirea Transilvaniei cu România, la 1 decembrie 1918 :p. 88.

## Biografie
Urmează studiile primare și gimnaziale la Turda, după care învață meseria de tâmplar, susținând mai târziu și examenul de maistru tâmplar. Își deschide la Turda un atelier de tâmplărie mecanizat, specializat în confecționarea mobilierului. A fost membru și vicepreședinte al Reuniunii Meseriașilor Români, înființată în 1880 la Turda, de către dr. Ioan Rațiu. În cadrul Reuniunii, Alexandru Chișu participă la organizarea unor ședințe literare a unor concerte, spectacole de teatru însoțite de petreceri, cu scopul strângerii de fonduri pentru ajutorarea ucenicilor români săraci, majoritatea veniți de la sate :p. 88. 
În toamna anului 1918 face parte din Garda Națională Română din Turda, conducându-i la Alba-Iulia pe țăranii din satele din plasa Turda :p. 88.
După 1918 ia parte la organizarea Poliției Române din orașul Turda în calitate de comisar de poliție :p. 168. A fost ales de mai multe ori în Consiliul Camerei de Muncă din Turda :p. 88.

## Activitatea politică
Ca deputat în Adunarea Națională din 1 decembrie 1918 a fost delegat al Reuniunii Meseriașilor Români din Turda :p. 168.